# Adriana Salvatierra
Adriana Salvatierra Arriaza (Santa Cruz de la Sierra, 3 giugno 1989) è una politica boliviana con cittadinanza cilena, Presidente del Senato della Bolivia tra il 18 gennaio e il 14 novembre 2019.

## Biografia
Nata il 3 giugno 1989 nella città di Santa Cruz de la Sierra, nell'omonimo dipartimento boliviano, suo padre è l'avvocato boliviano Hugo Salvatierra Gutiérrez, che a suo tempo è stato dirigente del partito Movimiento della Sinistra Rivoluzionaria (MIR) nonché viceministro durante il primo governo del Presidente Evo Morales, mentre sua madre è la psicologa cilena Luisa Arriaza Zúñiga, in gioventù militante delle Juventudes Comunistas de Chile (JJCC). I genitori si conobbero a Santiago del Cile e si trasferirono a Santa Cruz de la Sierra. Nel 2004 sua madre ha iscritto la nascita della figlia presso il consolato cileno a La Paz, permettendo a Adriana Salvatierra di acquistare la nazionalità cilena.
Adriana è cresciuto nella sua città natale, diplomandosi nel 2006 in un collegio della città.

### Carriera politica
L'ingresso di Adriana Salvatierra in politica avviene nell'anno 2005, all'età di 16 anni: decide di affiliarsi come militante nelle file del Movimiento per il Socialismo (MAS-IPSP) guidato da Evo Morales. Nel 2007, a diciott'anni, passa a fare parte di una organizzazione politica giovanile denominata Columna Sud.

#### Senatrice di Bolivia (dal 2015)
I giovani del suo partito la scelsero come candidata a Senatrice nell'anno 2014 per la sua professionalità e il suo lavoro con organizzazioni sociali, civili e contadine. Salvatierra è stata rappresentante della gioventù del MAS nel suo dipartimento e ha partecipato come sostituta del primo senatore per la città di Santa Cruz, Carlos Romero. È stata eletta al Senato a 26 anni.
Il 18 gennaio 2019, Salvatierra ha giurato come Presidente del Senato, succedendo al senatore Milton Barón. Diviene così la presidente più giovane mai eletta e la quarta donna nella storia a presiedere il Senato, dopo Mirtha Quevedo, Ana María Romero de Campero e Gabriela Montaño. Il 14 novembre ha poi rassegnato le dimissioni dalla carica di Presidente del Senato, insieme al suo vice Rubén Medinacelli, al capo dello Stato Evo Morales e al Presidente della Camera dei deputati Víctor Borda.